# Sárgulótejű tejelőgomba
A sárgulótejű tejelőgomba (Lactarius chrysorrheus) a galambgombafélék családjába tartozó, Európában, Észak-Afrikában és Észak-Amerikában elterjedt, tölgyesekben élő, nem ehető gombafaj. 

## Megjelenése
A sárgulótejű tejelőgomba kalapja 4-10 cm széles, alakja fiatalon domború, majd laposan kiterül, közepe többnyire bemélyedő, enyhén tölcséres. Széle eleinte begöngyölt, később aláhajló, majd szabálytalanul kiterül. Felszíne sima, de lehet finoman benőtten szálas is. Színe lazacszínű-okkeres, sötétebb, koncentrikus zónázottsággal.
Húsa kemény, fehéres vagy világosbarnás, halvány krémsárgára változik. Sérülésre bőséges fehér tejnedvet ereszt, ami hamar kénsárga lesz. Íze keserű vagy csípős, szaga nem jellegzetes.
Közepesen sűrű lemezei tönkhöz nőttek vagy kissé lefutók, féllemezek előfordulnak. Színük fiatalon krémszínű, később halvány narancsos okkerszínű.
Tönkje 3-4,5 cm magas és 0,8-2 cm vastag. Alakja hengeres, felszíne sima. Színe fehéres krémszínű.
Spórapora krémszínű, rózsaszínes árnyalattal. Spórája széles ellipszoid, felszíne tüskés-rücskös, amelyeket félig hálózatos gerincek kötnek össze, mérete 6-9 x 5,5-6,5 µm. 

### Hasonló fajok
Színe, zónázott kalapja és azonnal sárguló teje jól felismerhetővé teszi. Esetleg a vörösbarna tejelőgombával vagy a begöngyöltszélű tejelőgombával téveszthető össze. 

## Elterjedése és termőhelye
Európában, Észak-Afrikában és Észak-Amerikában honos. Magyarországon helyenként gyakori.
Tölgyesekben él, a savanyú talajt preferálja. Júniustól novemberig terem. 

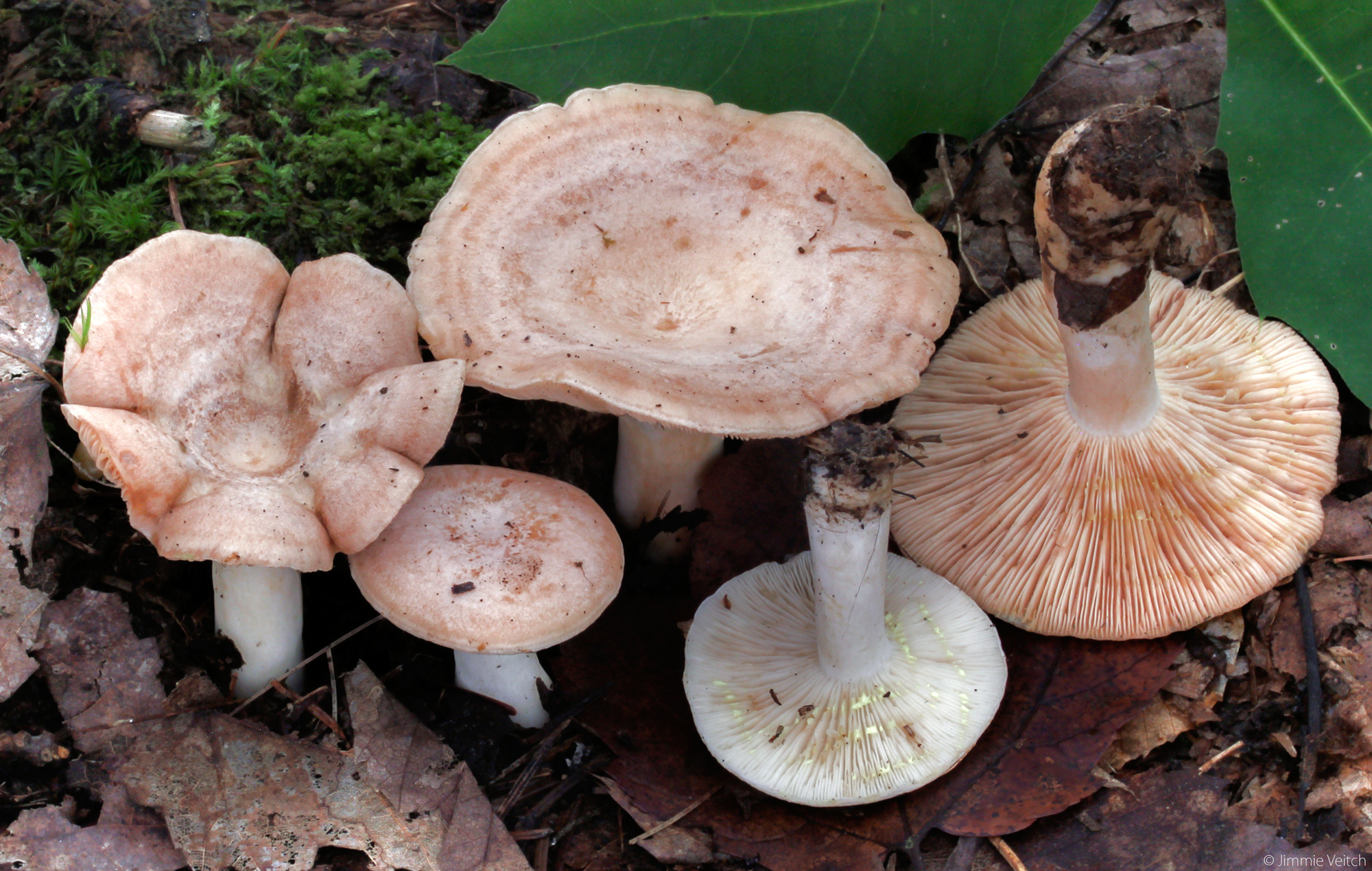
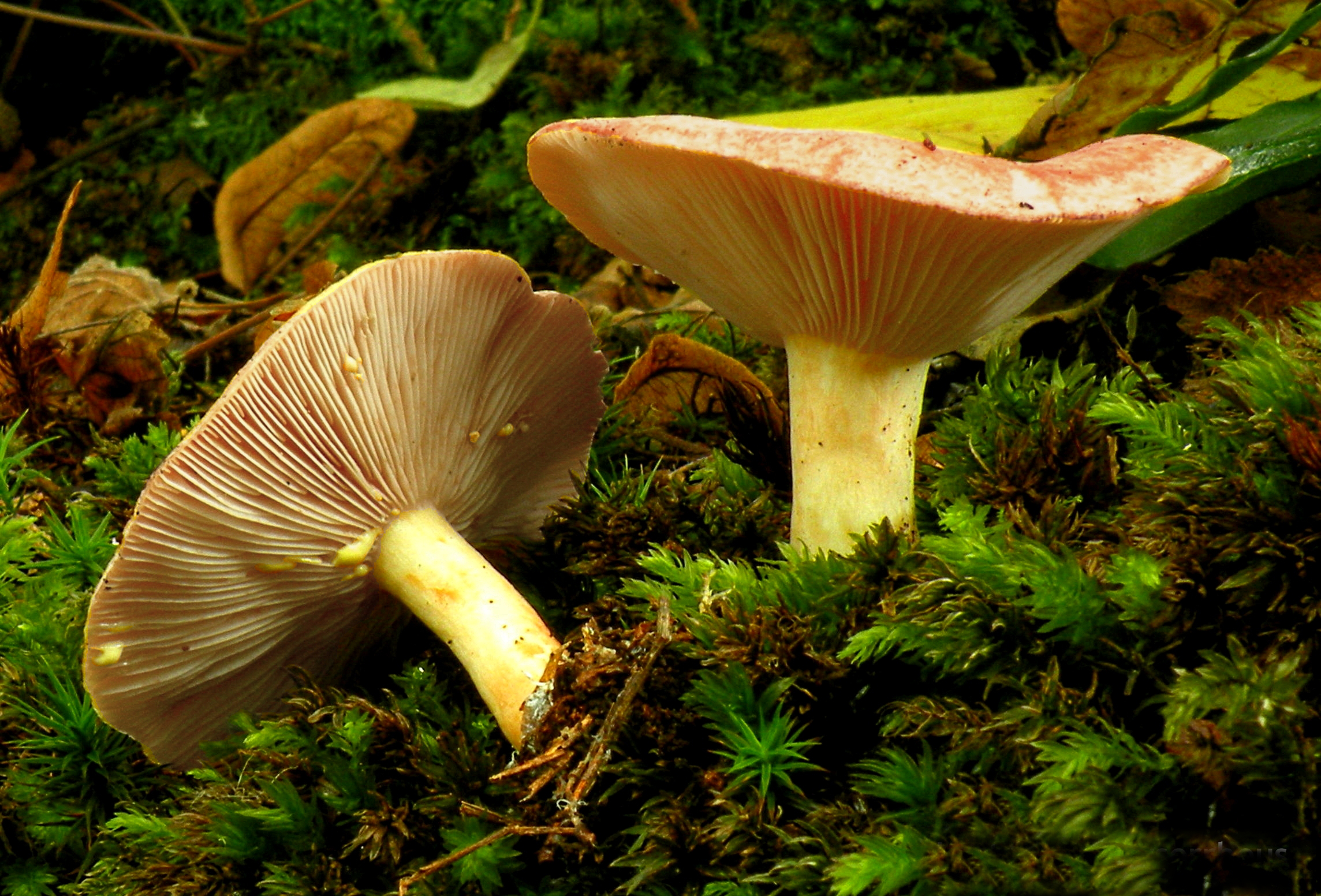
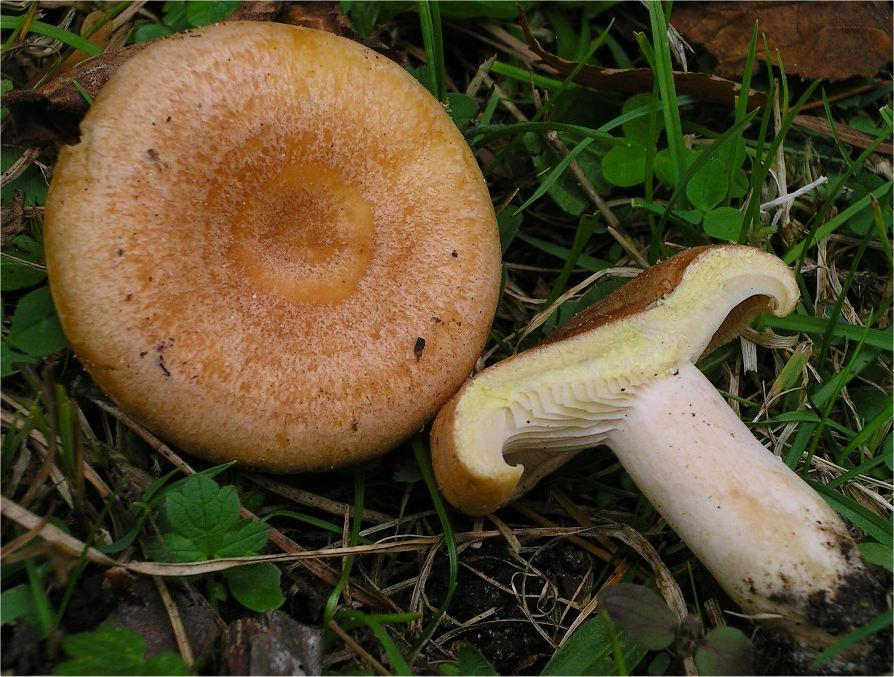
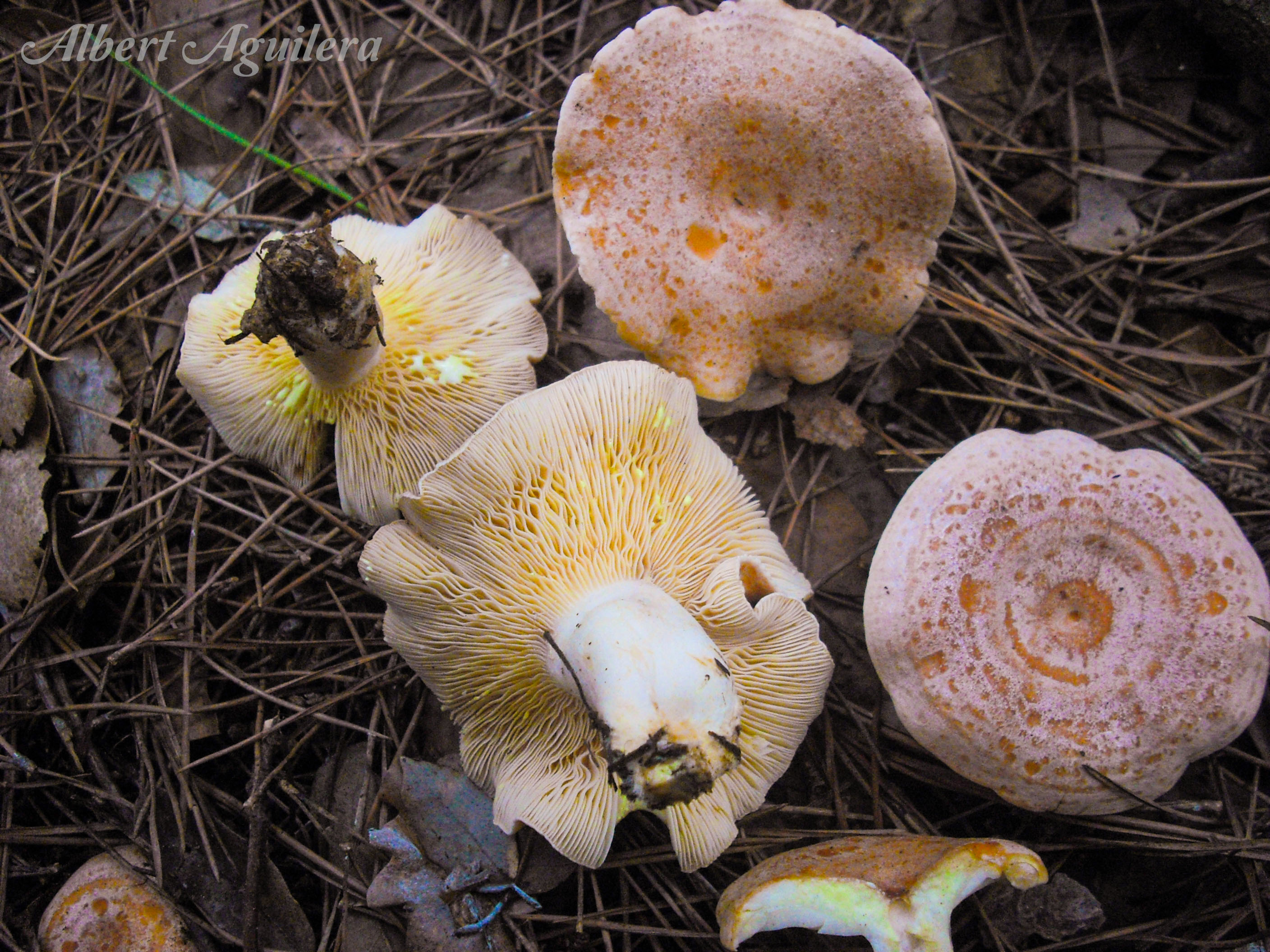
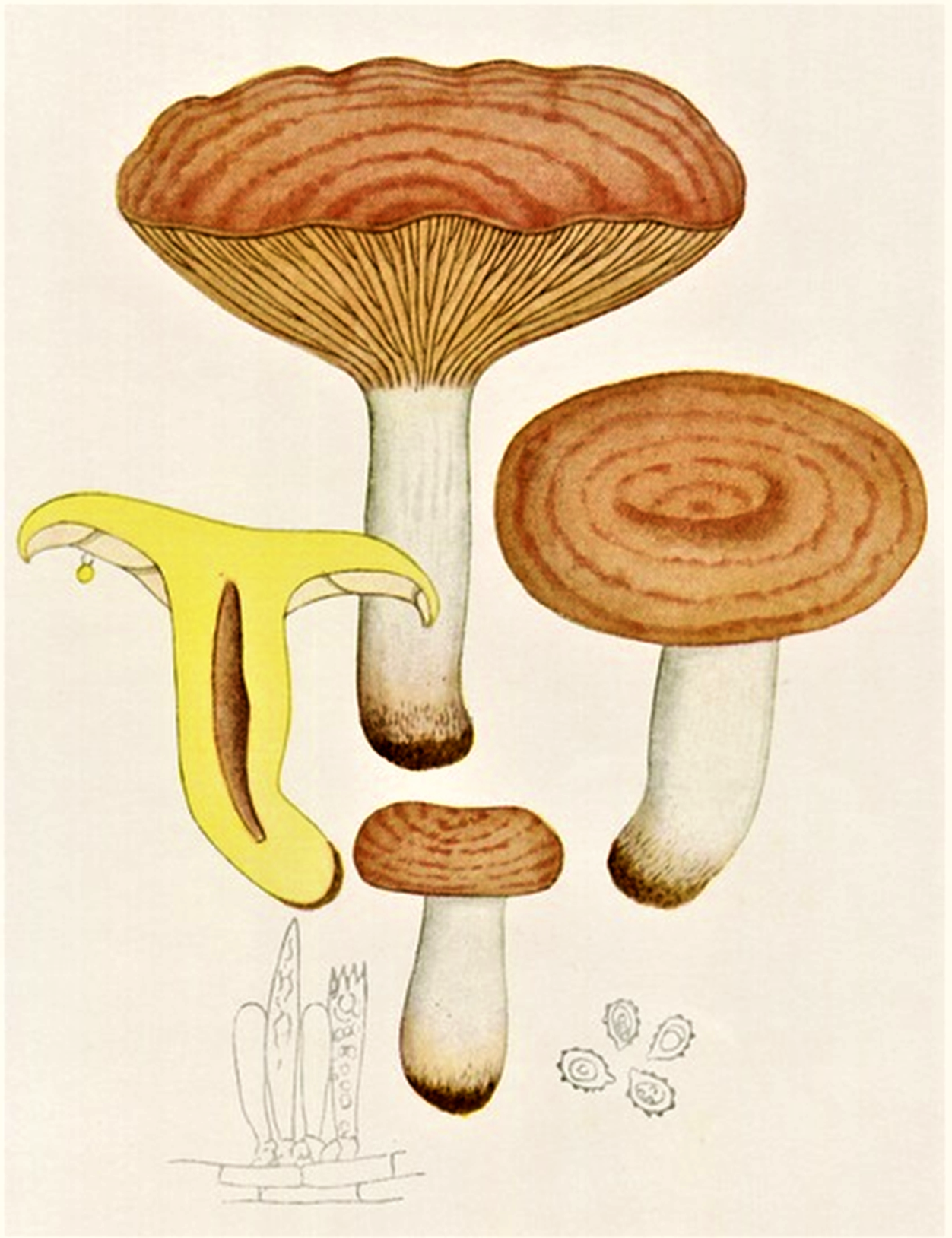

Nem ehető.